# Otto von Dufais
Franz Otto du Fais, seit 1908 von Dufais, (* 25. Juli 1852 in Kassel; † 21. Juli 1926 in Wiesbaden) war ein preußischer Generalleutnant.

## Leben

### Herkunft
Otto entstammte einer hugenottischen Familie, die 1725 von Frankreich nach Hanau auswanderte. Er war der Sohn des kurhessischen und späteren preußischen Obergerichtsrates Gustav du Fais (1818–1890) und dessen Ehefrau Auguste, geborene du Fais (1822–1886).

### Militärkarriere
Du Fais erhielt seine Erziehung im elterlichen Hause und besuchte das Gymnasium in Fulda sowie die Kadettenhäuser in Bensberg und Berlin. Nach der Mobilmachung anlässlich des Krieges gegen Frankreich wurde er am 2. August 1870 als Portepeefähnrich zunächst dem Ersatz-Bataillon des 2. Nassauischen Infanterie-Regiments Nr. 88 überwiesen. Während der Belagerung von Paris kam er zum Regiment an die Front und nahm an den Kämpfen am Mont Mesly und am Mont Valérien teil. Kurz vor dem Friedensschluss avancierte er am 2. Mai 1871 zum Sekondeleutnant.
Zu Ausbildungszwecken war du Fais ab Oktober 1874 für fünf Monate zur Militär-Turnanstalt nach Berlin kommandiert und diente ab April 1879 als Adjutant des I. Bataillons. In dieser Stellung stieg er Mitte Juli 1880 zum Premierleutnant auf und absolvierte ab Oktober 1881 für drei Jahre die Kriegsakademie. Daran schloss sich vom 1. Mai 1885 bis zum 21. März 1887 seine Kommandierung zur Dienstleistung beim Großen Generalstab an. Unter Beförderung zum Hauptmann und Stellung à la suite des 4. Thüringischen Infanterie-Regiments Nr. 72 wurde du Fais anschließend in den Nebenetat des Großen Generalstabes versetzt. Für ein Jahr war er dort ab dem 5. April 1887 zur Führung der Kaiserlich Japanischen Militärmission kommandiert und erhielt für diesen Dienst die Erlaubnis zur Annahme des Offizierkreuzes des Ordens der Aufgehenden Sonne. Mit Wirkung zum 22. März 1888 wurde du Fais unter Überweisung zum Großen Generalstab zunächst dem Generalstab der Armee aggregiert und Mitte Mai 1888 unter weiterer Belassung beim Großen Generalstab in den Generalstab der Armee einrangiert. Am 30. April 1889 folgte seine Versetzung zum Generalstab der 7. Division in Magdeburg. Mit der Ernennung zum Kompaniechef im 4. Badischen Infanterie-Regiment „Prinz Wilhelm“ Nr. 112 trat du Fais am 27. Januar 1891 in den Truppendienst zurück und war im April/Mai 1892 zu einem Informationskursus an der Infanterieschießschule in Spandau kommandiert.
Unter Beförderung zum Major und Stellung à la suite seines Regiments wurde er am 17. Juni 1893 zum Eisenbahnkommissar ernannt sowie gleichzeitig zur Eisenbahn-Abteilung des Großen Generalstabes kommandiert. Unter weiterer Belassung à la suite war du Fais von Mitte April bis Mitte Juli 1894 zur Eisenbahndirektion Berlin kommandiert und wurde dann Anfang August 1895 zum Eisenbahnlinienkommissar in Altona ernannt. Am 22. März 1898 folgte mit Wirkung zum 15. April seine Kommandierung zum Infanterie-Regiment „Herzog von Holstein“ (Holsteinisches) Nr. 85 und seine Ernennung zum Kommandeur des II. Bataillons in Rendsburg am 24. Mai 1898. Du Fais rückte am 27. Januar 1900 zum Oberstleutnant auf und kam am 22. März 1900 nach Rastatt zum Stab des Infanterie-Regiments „von Lützow“ (1. Rheinisches) Nr. 25. Als aggregierter Oberst wurde er am 22. April 1902 zum ebenfalls in Rastatt stationierten Infanterie-Regiment „Markgraf Ludwig Wilhelm“ (3. Badisches) Nr. 111 versetzt und zwei Monate später zum Kommandeur dieses Verbandes ernannt. Am 10. April 1906 avancierte du  Fais schließlich zum Generalmajor und Kommandeur der 32. Infanterie-Brigade in Saarbrücken. In dieser Stellung wurde er im Januar 1908 mit dem Roten Adlerorden II. Klasse mit Eichenlaub ausgezeichnet und in Würdigung seiner Verdienste am 12. Februar 1908 als „von Dufais“ in den erblichen preußischen Adelsstand erhoben. Anlässlich des Ordensfestes erhielt er im Januar 1909 den Stern zum Kronen-Orden II. Klasse. Unter Verleihung des Charakters als Generalleutnant wurde Dufais in Genehmigung seines Abschiedgesuches mit der gesetzlichen Pension am 24. März 1909 Disposition gestellt.

### Familie
Du Fais hatte sich am 25. September 1887 in Berlin mit Elisabeth Jordan (* 1858) verheiratet. Aus der Ehe ging der SS-Brigadeführer und Generalmajor der Waffen-SS Wilhelm von Dufais (1888–1963) hervor.